# Cyro Baptista
Cyro Baptista (São Paulo, 23 de Dezembro de 1950) é um músico de sessão e percussionista brasileiro de jazz. Mora e trabalha nos Estados Unidos desde 1980.
Como músico de sessão, é creditado em álbuns de artistas como Trey Anastasio, Laurie Anderson, Badi Assad, Derek Bailey, Gato Barbieri, Daniel Barenboim, Kathleen Battle, David Byrne, Dr. John, Brian Eno, Melissa Etheridge, Stephen Kent,   Ivan Lins, Bobby McFerrin, Medeski Martin & Wood, Milton Nascimento, Robert Palmer, Carlos Santana, Tim Sparks, Spyro Gyra, James Taylor, Michael Tilson Thomas, e Caetano Veloso

## Discografia
- 2009: Infinito - Cyro Baptista's Banquet of the Spirits (Tzadik)
- 2008: Banquet of the Spirits - Cyro Baptista (Tzadik)
- 2005: Love the Donkey - Cyro Baptista & Beat the Donkey (Tzadik)
- 2004: Beat the Donkey Beat - Cyro Baptista & Beat the Donkey (Out of My Mind Music)
- 2002: Beat the Donkey - Cyro Baptista & Beat the Donkey (Tzadik)
- 2000: Supergenerous - Cyro Baptista & Kevin Breit (Blue Note)
- 1997: Villa-Lobos/Vira-Loucos - Cyro Baptista (Avant)